# Пещуров, Алексей Алексеевич
Алексей Алексеевич Пещуров (9 [21] мая 1834, Лосево, Калужская губерния — 27 сентября [9 октября] 1891, Санкт-Петербург) — вице-адмирал российского императорского флота.
В 1880—1882 годах временно управлял Морским министерством. В правление Александра III — главный командир Черноморского флота и николаевский губернатор. Именем А. А. Пещурова названы два мыса в Японском море.

## Биография
Происходил из рода Пещуровых. Родился в семье предводителя дворянства Мосальского уезда, бывшего обер-прокурора Правительствующего сената Алексея Петровича Пещурова (1795—1833), который умер до рождения сына. Мать — Серафима (Вильгельмина) Васильевна Гардер (1792—1850). Его старший брат — востоковед Дмитрий Алексеевич Пещуров.
С 9 марта 1848 по 11 августа 1851 года воспитывался в Морском кадетском корпусе, из которого был выпущен с производством в гардемарины.
В 1852—1854 годах был адъютантом вице-адмирала Е. В. Путятина. На фрегате «Паллада» перешёл на Дальний Восток; с 13 августа 1853 года — мичман. Составил описание и план порта Нагасаки; участвовал в гидрографических работах у восточного побережья Кореи и в заливе Посьета. В 1854—1855 годах ходил в Японию на фрегате «Диана». Потерпел крушение в бухте Симода. Работал над составлением описания залива Де-Кастри и Сангарского пролива. Составил планы портов Хакодате, Осака, Симода, бухт Энора, Хеда, Арари, Таго. Участвовал в постройке шхуны «Хеда», на которой в 1855 году сопровождал Путятина в Николаевск-на-Амуре. Через Сибирь вернулся в Санкт-Петербург; с 30 ноября 1855 года — лейтенант.
С 30 декабря 1855 по 30 марта 1856 года был адъютантом начальника штаба военного генерал-губернатора Кронштадта; 24 июля 1856 года был командирован в Англию и назначен состоять при Путятине, с 26 февраля 1857 года — агент по заказам Морского министерства в Англии и Франции. В 1860—1861 годах командуя клипером «Гайдамак» совершил переход из Англии на Дальний Восток. Участвовал в составлении описания залива Восток. Открыл бухту Гайдамак; с 19 октября 1860 года — капитан-лейтенант. В 1863—1864 годах на клипере «Гайдамак» в составе Тихоокеанской эскадры контр-адмирала Андрея Попова участвовал в экспедиции русского флота в Сан-Франциско; с 1 января 1865 года — капитан 2-го ранга.
Был прикомандирован 21 июля 1865 года к Кораблестроительному департаменту; в том же году, 4 октября получил назначение командиром броненосного фрегата «Минин».
С 4 апреля 1866 года командирован в Англию для ознакомления со снабжением броненосных судов, а 15 мая 1867 года — в США, в качестве специального правительственного комиссара. Там 14 октября 1867 года он подписал протокол о передаче Америке владений Российско-американской компании на Аляске и Алеутских островах.
С 11 ноября 1868 года — капитан 1-го ранга, с назначением вице-директором канцелярии Морского министерства. За участие в работе комиссии по разработке нового положения о воинской повинности получил Высочайшее благоволение. С 31 марта 1874 года — контр-адмирал с назначением директором канцелярии.
С 30 августа 1878 года состоял в свите императора.
С 14 января 1880 года — товарищ управляющего Морским министерством, с 23 июня 1880 года — управляющий Морским министерством.
За отличную службу был произведён 11 января 1882 года в вице-адмиралы, с назначением Главным командиром Черноморского флота и военным губернатором г. Николаева; с 1 января 1886 года — Главнокомандующий флота и портов Чёрного и Каспийского морей с сохранением должности военного губернатора г. Николаева.
С 3 августа 1890 — Член Государственного совета.
Умер в Санкт-Петербурге 27 сентября (9 октября) 1891 года (согласно Большой российской энциклопедии — 8 октября); похоронен на Новодевичьем кладбище.

### Вклад в развитиеНиколаева
Построены первые черноморские броненосцы: «Синоп», «Екатерина II», «Чесма»
Построен ряд городских объектов:
- 1883 — часовня в память царя Александра II
- 1883 — замощена Базарная площадь, построены новые лавки
- 1885 — проект зернового элеватора в Коммерческом порту
- 1886—1889 — Варваровская хлебная пристань с элеватором
- 1890 — гранитная набережная в Коммерческом порту и Каботажная гавань
- 1890 — здание Мариинской гимназии

Открыт ряд предприятий и учреждений:
- 1882 — «Северное телеграфное агентство»
- 1882—1883 — несколько школ и училищ
- 1884 — газета «Николаевский листок»
- 1884 — кузница братьев Донских (впоследствии завод)
- 1889 — речной яхт-клуб
- 1890 — внутригородская телефонная связь
- 1890 — Николаевский артистический кружок
- 1890 — новая городская больница.

## Награды
Служба А. А. Пещурова неоднократно отмечалась наградами:
- 28.08.1856: тёмно-бронзовая медаль в память войны 1853—1856 годов
- 26.09.1858: орден Святой Анны 3-й степени
- 01.01.1864: орден Святого Владимира 4-й степени
- 22.03.1871: персидский орден Льва и Солнца 2-й степени
- 28.03.1871: орден Святой Анны 2-й степени
- 08.04.1873: орден Святого Владимира 3-й степени
- 04.04.1876: орден Святого Станислава 1-й степени
- 01.01.1880: орден Святой Анны 1-й степени
- 20.11.1880: греческий орден Спасителя 1-й степени
- 16.09.1881: душевное признание Его императорского величества
- 15.05.1883: орден Святого Владимира 2-й степени
- 22.10.1884, 06.05.1886 и 10.05.1886: Высочайшие благодарности
- 10.05.1886: орден Белого орла
- 15.10.1888: орден Святого Александра Невского
- 24.10.1888: Высочайшая благодарность

## Семья
Жена: Варвара Вениаминовна Эллиотт (Беней?). Их дети:
- Мария (1863 или 1860 — ?)
- Елена (09.01.1866—?) и Алексей (09.01.1866—?)[6]
- Пётр (1867—?)
- Варвара (19.07.1869[7]—?)
- Алексей (25.02.1871[8]—?)
- Софья (1875 или 1874 — ?)
- Михаил (1876—1931, Афины).

## Память
В честь А. А. Пещурова названы 2 мыса в Японском море (Большая российская энциклопедия указывает три мыса, но мыс Пещурова в заливе Ольги был назван в честь однофамильца — коллежского асессора Пещурова, участника дипломатической миссии Е. В. Путятина на пароходо-фрегате «Америка»):
- мыс Пещурова (Японское море, Залив Петра Великого), мыс нанесён на карту экипажем клипера «Гайдамак», название присвоено не позже 1863 года.
- Мыс Пещурова [Чанадэдан] (Японское море, полуостров Корея, 38°45′ с.ш., 128°16′ в.д., нанесён на карту экипажем фрегата «Паллада» в 1854 году, тогда же присвоено название мысу).